# Тауматихтовые

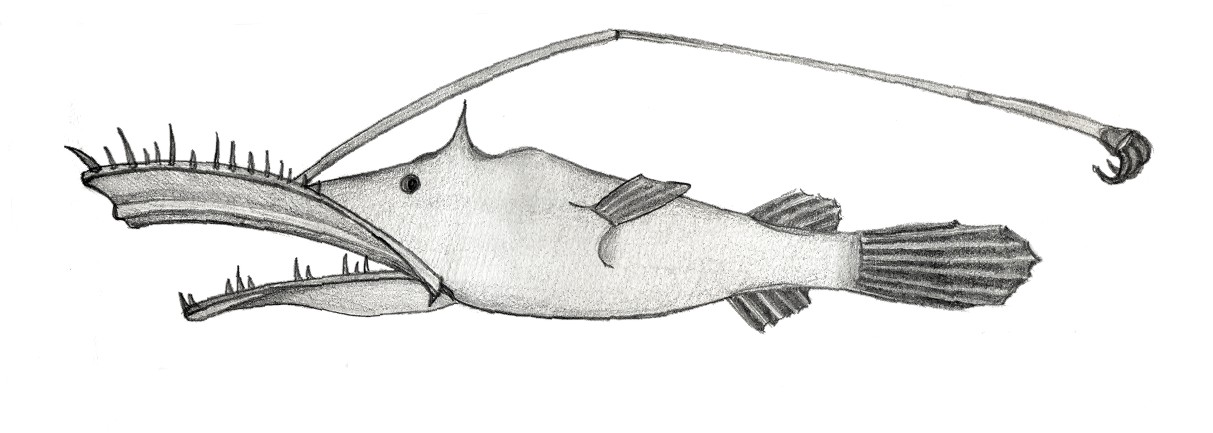
Lasiognathus beebei

Тауматихтовые или тавматихтовые (лат. Thaumatichthyidae), — семейство глубоководных лучепёрых рыб отряда удильщикообразных, встречаются во всех океанах. Состоят в родстве с онейродовыми (Oneirodidae) и ранее помещались в это семейство.

## Систематика
В семействе выделяют два рода и 9 видов:
- Lasiognathus — Ласиогнаты
  - Lasiognathus amphirhamphus Pietsch, 2005
  - Lasiognathus beebei Regan & Trewavas, 1932 — Ласиогнат Бииба, или крючковидный ласиогнат
  - Lasiognathus dinema Pietsch & Sutton, 2015
  - Lasiognathus intermedius Bertelsen & Pietsch, 1996
  - Lasiognathus saccostoma Regan, 1925 — Большеротый ласиогнат
  - Lasiognathus waltoni Nolan & Rosenblatt, 1975 — Ласиогнат Валтона
- Thaumatichthys — Тауматихты
  - Thaumatichthys axeli (Bruun, 1953) — Тауматихт Акселя
  - Thaumatichthys binghami Parr, 1927
  - Thaumatichthys pagidostomus Smith & Radcliffe, 1912